# قشلة كويه
قشلة كويه أو قلعة كوي سنجق، وتعني «مركز شرطة كويه» أو مركز الإدارة الحكومية لكويه، وهو مبنى يقع في غرب مدينة كويه المسماة كوي سنجق، ويعود تاريخ بناء القلعة إلى عهد حكم الدولة المملوكية في بغداد 1162 /1749م- 1246 /1831م، وتشير المصادر ان تاريخ بناؤها يعود إلى النصف الثاني من القرن التاسع عشر الميلادي في أيام الوالي العثماني مدحت باشا عام (1869-1872) والذي كان وقتها والياً على بغداد في عهد الدولة العثمانية، وكلمة القشلة هي كلمة مأخوذة من اللغة التركية تعني المكان الذي يمكث فيه الجنود بالشتاء، وتعني أيضاً المشتى أي المكان الذي يقي الإنسان من تقلّبات الجوّ، ثم خصّصت لاقامة الجنود وقت السلم، أي ما معناه الثكنة العسكرية أو المعسكر كما يطلق عليهِ الآن، وهذه الثكنة أحتضنت في داخلها آنذاك الجنود والإداريين والمسؤولين عنهم ومخازنهم ومستودعاتهم، حيث كانت دائرة مدنية عسكرية في الدولة العثمانية.

## وصف القشلة
تقع القشلة في الجانب الغربي من قضاء كويسنجق وهي بمثابة «تل صغير» وفق مساحة تقارب 2400 م2. وللقشلة واجهة أمامية شبيهة بهيئة القلعة وجهاتها الأربعة مزوّدة بمنافذ أو فتحات للرماية والدفاع. وتتوسّطها ساحة كبيرة تحيط بها قاعات، وغرف وممرات. ومن اللافت أنّ بعض هذه الأماكن يتألف من طابقين جُدّدا مؤخرا لكي يحتويا على متحف كويه وقاعة الفنون.